# Liste der denkmalgeschützten Objekte in Weikersdorf am Steinfelde
Die Liste der denkmalgeschützten Objekte in Weikersdorf am Steinfelde enthält die 9 denkmalgeschützten unbeweglichen Objekte der niederösterreichischen Gemeinde Weikersdorf am Steinfelde.

## Denkmäler
| Foto |                 | Denkmal                                                                  | Standort                                                   | Beschreibung | Metadaten |
| ---- | --------------- | ------------------------------------------------------------------------ | ---------------------------------------------------------- | --- | --- |
| ja   | Datei hochladen | Kreuzkapelle HERIS-ID: 30399 Objekt-ID: 27143                            | bei Blätterstraße 189 Standort KG: Weikersdorf             | Die 1773 errichtete barocke Kapelle hat einen Blendgiebel mit Voluten und seitliche Ovalfenster. Sie beherbergt eine Darstellung des Schmerzensmannes vom Ende des 18. Jahrhunderts. | BDA-Hist.: Q37933362 Status: § 2a Stand der BDA-Liste: 2025-06-30 Name: Kreuzkapelle GstNr.: 1869                                                                                          |
| ja   | Datei hochladen | Pfarrhof HERIS-ID: 30395 Objekt-ID: 27139                                | Hauptstraße 1 Standort KG: Weikersdorf                     | Die gestaffelte zweigeschoßige Anlage besteht aus drei Trakten. Sie stammt im Kern aus dem 16. Jahrhundert und wurde 1707 barockisiert. Die Südfassade ist durch aufgemalte Passfelder gegliedert; das abgefaste Rundbogenportal mit Prellsteinen führt in eine gewölbte Durchfahrt. | BDA-Hist.: Q37933284 Status: § 2a Stand der BDA-Liste: 2025-06-30 Name: Pfarrhof GstNr.: .3 Pfarrhof Weikersdorf am Steinfelde                                                             |
| ja   | Datei hochladen | Kath. Pfarrkirche hl. Jakobus d. Ä. HERIS-ID: 30394 Objekt-ID: 27138     | gegenüber Hauptstraße 1 Standort KG: Weikersdorf           | Turm- und Hochaltarraum der Kirche stammen aus der zweiten Hälfte des 12. Jahrhunderts, während das dreijochige Langhaus nach Abbruch der bis dahin bestehenden kleinen Kirche 1753 im Barockstil errichtet wurde. Die heutige Sakristei diente zuvor als St.-Annen-Kapelle und wurde zwischen 1500 und 1580 auf älteren Fundamenten erbaut. | BDA-Hist.: Q22304309 Status: § 2a Stand der BDA-Liste: 2025-06-30 Name: Kath. Pfarrkirche hl. Jakobus maior GstNr.: .2 Pfarrkirche Weikersdorf am Steinfelde                               |
| ja   | Datei hochladen | Steinfeldhof HERIS-ID: 30396 Objekt-ID: 27140                            | Hauptstraße 31 Standort KG: Weikersdorf                    | Der Steinfeldhof ist ein ehemaliger Wirtschaftshof der Zisterzienser, später Gutshof der Grafen Hoyos, dessen Anfänge bis 1146 zurückreichen. Das Gebäude datiert im heutigen Zustand aus dem 16. Jahrhundert. Der spätgotische Bau besitzt zwei Flacherker, Stufengiebel und türkische Rauchfangformen. | BDA-Hist.: Q37933303 Status: Bescheid Stand der BDA-Liste: 2025-06-30 Name: Steinfeldhof GstNr.: .84 Steinfeldhof, Weikersdorf                                                             |
| ja   | Datei hochladen | Figurenbildstock Hl. Sebastian HERIS-ID: 30397 Objekt-ID: 27141          | bei Hauptstraße 33 Standort KG: Weikersdorf                | Die barocke Bildsäule wurde anlässlich der Pestepidemie 1697–1713 gestiftet. Ursprünglich am Hauptplatz aufgestellt, wurde sie 1958 an den jetzigen Standort versetzt. Der Heilige Sebastian ist der Schutzpatron gegen Pest und Viehseuchen. | BDA-Hist.: Q37933323 Status: § 2a Stand der BDA-Liste: 2025-06-30 Name: Figurenbildstock Hl. Sebastian GstNr.: 1871/11                                                                     |
| ja   | Datei hochladen | Bildstock HERIS-ID: 30401 Objekt-ID: 27145                               | bei Hauptstraße 200 Standort KG: Weikersdorf               | Der einfache Nischenbildstock besteht aus einem abgefasten Pfeiler mit Steinkreuz. | BDA-Hist.: Q37933398 Status: § 2a Stand der BDA-Liste: 2025-06-30 Name: Bildstock GstNr.: 1867                                                                                             |
| ja   | Datei hochladen | Figurenbildstock Hl. Johannes Nepomuk HERIS-ID: 30398 Objekt-ID: 27142   | bei Krautgartweg 39 Standort KG: Weikersdorf               | Der barocke Bildstock wurde im 17. Jahrhundert durch die Weikersdorfer Bürger gestiftet und in den Jahren 1912 sowie 1987 durch die Gemeinde restauriert. | BDA-Hist.: Q37933341 Status: § 2a Stand der BDA-Liste: 2025-06-30 Name: Figurenbildstock Hl. Johannes Nepomuk GstNr.: 1026/22                                                              |
| ja   | Datei hochladen | Nischenbildstock HERIS-ID: 30400 Objekt-ID: 27144                        | bei Puchberger Straße 197 Standort KG: Weikersdorf         | Tabernakelpfeiler aus dem 16./17. Jahrhundert. | BDA-Hist.: Q37933380 Status: Bescheid Stand der BDA-Liste: 2025-06-30 Name: Nischenbildstock GstNr.: 724/8                                                                                 |
| ja   | Datei hochladen | Teil der 1. Wiener Hochquellenleitung HERIS-ID: 111350 Objekt-ID: 129165 | Hauptstraße 99 Standort siehe Beschreibung KG: Weikersdorf | Die I. Wiener Hochquellenwasserleitung ist ein Teil der Wiener Wasserversorgung und war die erste Versorgung von Wien mit einwandfreiem Trinkwasser. Nach vierjähriger Bauzeit wurde die 95 Kilometer lange Leitung am 24. Oktober 1873 eröffnet. Im nordöstlichen Bereich des Gemeindegebiets überquert die Wasserleitung eine Senke und tritt in Gestalt eines Dammes und eines kurzen gemauerten Aquädukts (Lage) zutage. Südlich davon ermöglicht Einstiegsturm 21 (Lage) den Zugang. | BDA-Hist.: Q64765547 Status: Bescheid Stand der BDA-Liste: 2025-06-30 Name: Teil der 1. Wiener Hochquellenleitung GstNr.: 1396, 1936 Hochquellenwasserleitung in Weikersdorf am Steinfelde |